# Lichtenstein-Springmaus
Die Lichtenstein-Springmaus (Eremodipus lichtensteini) ist ein Nagetier in der Familie der Springmäuse und die einzige Art der Gattung Eremodipus.
Mit einer Kopf-Rumpf-Länge von 10 bis 11 cm, einer Schwanzlänge von 12,8 bis 15,5 cm sowie mit 5,0 bis 5,4 cm langen Hinterfüßen zählt die Art zu den mittelgroßen Springmäusen. Die Grundfarbe des Fells der Oberseite variiert zwischen stroh- und sandfarben. Darauf kommt ein zimtfarbenes bis schwarzes Muster vor, das durch Haare mit braunschwarzen Spitzen hervorgerufen wird. Die Unterseite sowie Flecken an den Hüften sind weiß. Die Lichtenstein-Springmaus unterscheidet sich von den eigentlichen Wüstenspringmäusen (Jaculus) in abweichenden Details des Schädelbaus und des Gebisses, während die Form der hinteren Gliedmaßen identisch ist.
Das Verbreitungsgebiet der Art reicht von Turkmenistan über Usbekistan bis Kasachstan. In Kasachstan kommen kleinere disjunkte Populationen vor. Gelegentlich wird die Population im Becken des Balchaschsees als zweite Unterart neben der Nominatform gelistet. Die Lichtenstein-Springmaus lebt in Sandwüsten, die oft hügelige Landschaftsformen aufweisen. Dort hält sie sich am Rande von Oasen sowie in Gebieten mit vereinzelten Büschen oder anderer Vegetation auf.
Diese Springmaus gräbt komplexe Tunnelsysteme mit mehreren Eingängen, die meist im Anschluss an Pflanzen oder in festen Sandstellen liegen. Manche Gänge des Baues erreichen eine Tiefe von 60 bis 80 Zentimeter. Die Lichtenstein-Springmaus frisst vorwiegend Samen, sowie in Zeiten mit Regen (April–Mai) grüne Pflanzenteile. Sie hält in der kalten Jahreszeit bis zu 6 Monate Winterschlaf. Bei Weibchen kommt pro Jahr ein Wurf mit 3 bis 8 Jungtieren vor.
Bei der Art wurden markante Populationsschwankungen registriert mit einem Tiefpunkt alle 10 bis 12 Jahre. Sie wird von der IUCN als nicht gefährdet (least concern) gelistet.